# 4979 Otawara
4979 Otawara (1949 PQ) là một tiểu hành tinh vành đai chính được phát hiện ngày 2 tháng 8 năm 1949 bởi K. Reinmuth ở Heidelberg.